# Stazione di Maroggia-Melano
La stazione di Maroggia-Melano è una stazione ferroviaria della ferrovia del S. Gottardo, posta a servizio del comune di Val Mara tra le frazioni di Melano e di Maroggia.

## Storia

Nel 1971

La stazione venne aperta all'esercizio il 6 dicembre 1874 contestualmente alla ferrovia Lugano-Chiasso lungo la quale è sita.

## Strutture e impianti

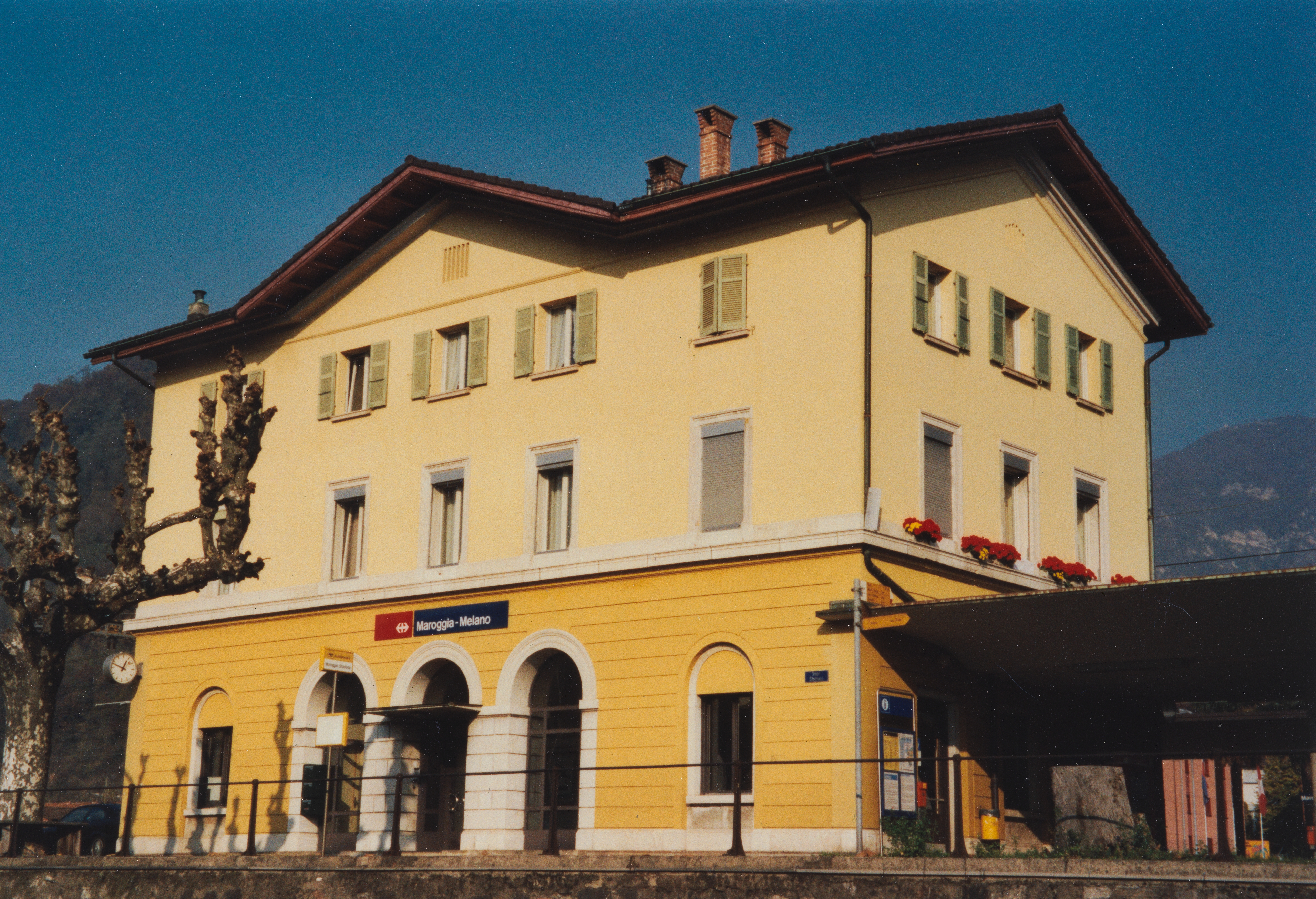
Nel 2001

La stazione è munita di tre binari passanti (due dei quali adibiti al servizio viaggiatori); da essa si dirama inoltre un raccordo industriale a servizio del Mulino di Maroggia.

## Movimento
Dal cambio orario del 5 aprile 2021, la stazione è servita dai treni delle linee S10, S50 e S90 della rete celere del Canton Ticino, effettuati da TiLo.
Vi effettuano inoltre fermata tre treni InterRegio Zurigo-Chiasso.

## Servizi
La banchina adibita al servizio viaggiatori è collegata al fabbricato viaggiatori tramite un sottopassaggio.
- Biglietteria automatica

## Interscambi
La stazione assicura un interscambio con le linee postali 62.523 Lugano-Varese e 62.543 Maroggia-Rovio/Arogno.
- Fermata autobus